# Ettenhausen an der Suhl
Ettenhausen an der Suhl är en ortsteil i staden Bad Salzungen i Wartburgkreis i förbundslandet Thüringen i Tyskland. Ettenhausen an der Suhl var en kommun fram till 6 juli 2018 när den uppgick i Bad Salzungen. Kommunen Ettenhausen an der Suhl hade 389 invånare 2018.